# Guaitecas
Guaitecas este o comună din provincia Aisén, regiunea Aisén, Chile, cu o populație de 1.473 locuitori (2012) și o suprafață de 787 km2.